# Peintures d'Adolf Hitler
 (janvier 2015).
Si vous disposez d'ouvrages ou d'articles de référence ou si vous connaissez des sites web de qualité traitant du thème abordé ici, merci de compléter l'article en donnant les références utiles à sa vérifiabilité et en les liant à la section « Notes et références ».

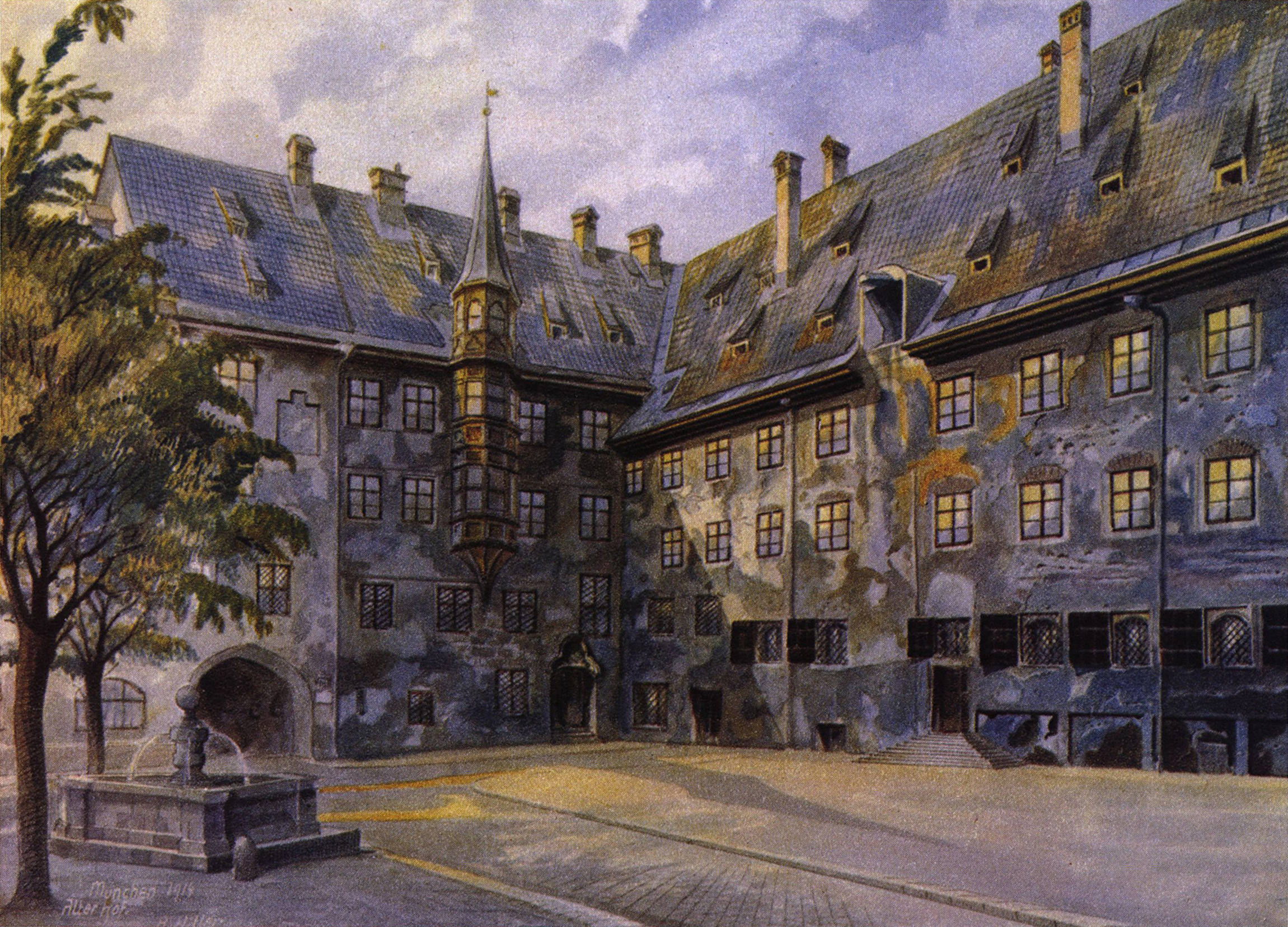
Der Alte Hof in München aquarelle d'Adolf Hitler peinte en 1914.

Adolf Hitler, après avoir échoué deux fois à l'examen d'entrée de l'Académie des Beaux-Arts de Vienne, qui lui aurait assuré un emploi, a malgré tout persévéré dans la peinture en vendant ses tableaux entre 1909 et 1914 ; ses peintures sont longtemps restées cachées et furent tardivement[Quand ?] rendues publiques.
Il est estimé qu'Hitler aurait réalisé entre 2 000 et 3 000 pièces, majoritairement des aquarelles. Il est probable que 90 % de sa production ait disparu.

## Hitler peintre
D'après l'aveu de Hitler lui-même dans Mein Kampf, il fut un élève aux résultats « irréguliers selon les matières » à la Realschule de Linz. Hitler refuse de suivre la voie paternelle. Il échoue aussi par deux fois à l'examen d'entrée de l'Académie des Beaux-Arts de Vienne en 1907 et 1908 (la seconde fois, il ne lui est même pas permis de se présenter à l'examen).
Une rumeur récurrente prétend qu'Adolf Hitler était seulement un peintre en bâtiment, par exemple tel qu'il est caricaturé par Sennep pour le journal Candide au lendemain de la Nuit des Longs Couteaux. Hitler prétendait quant à lui avoir fait des études supérieures et n'avoir jamais été peintre en bâtiment. Il mène à Vienne une petite entreprise avec son camarade Reinhold Hanisch : Hitler peint des cartes postales dans la journée, que Hanisch, « camouflé en aveugle ou en poitrinaire, allait vendre le soir dans les bistrots des faubourgs. Et l'on se partageait les recettes ». Il fait aussi des aquarelles. Pour gagner sa vie à Vienne et à Munich, il a reproduit des motifs de cartes postales et aurait peint entre 2 000 et 3 000 toiles.
Dans Mein Kampf, il écrit :

« Cinq années pendant lesquelles je dus, comme manœuvre d'abord, ensuite comme petit peintre, gagner ma subsistance, maigre subsistance, qui ne pouvait même pas apaiser ma faim chronique. Car la faim était alors le gardien fidèle qui ne m'abandonna jamais, la compagne qui partagea tout avec moi. Chaque livre que j'achetai eut sa participation ; une représentation à l'Opéra me valait sa compagnie le jour suivant ; c'était une bataille continuelle avec mon amie impitoyable. J'ai appris cependant alors comme jamais avant. Hors mon architecture, hors les rares visites à l'Opéra, fruit de mes jeûnes, je n'avais d'autre joie que des livres toujours plus nombreux. »

Cependant, dans les années 1970, divers auteurs[Qui ?] ont montré que cette période de misère n'avait duré au plus qu'un an et demi, Hitler ayant ensuite confortablement vécu grâce à des peintures alimentaires représentant des monuments.
Après qu'il est devenu chancelier, Hitler voulait faire un catalogue raisonné de ses peintures et détruire les faux. Le problème est qu'il fit tellement de reproductions avec un style plutôt commun, l'empêchant de distinguer les œuvres qui sont authentiques des copies. Il interdit en 1937 les publications concernant ses peintures.

## Authentification et commercialisation des toiles d'Hitler
Il est estimé que seul un dixième de la production artistique d'Hitler a survécu. Dans le cadre notamment des Nazi memorabilia, l'œuvre d'Hitler intéresse les collectionneurs et les marchands d'art. Le problème est que les peintures sont difficiles à authentifier et que de très nombreux faux circulent. Le premier inventaire des peintures en compile près de 700 et fut réalisé en 1983 par le millionnaire Billy Price et le Dr August Priesack, un ancien membre du parti nazi. Malgré les précautions prises, selon des historiens de l'art, les deux-tiers du catalogue seraient inauthentiques. Parmi les faux, plusieurs sont ceux de Konrad Kujau, l'auteur des faux carnets d'Hitler qui furent authentifiés par Priesack,,. En 2015, Stephen R. Pastore fit un catalogue raisonné qui serait majoritairement contaminé par des forgeries.
À partir de 2006, des aquarelles d'Adolf Hitler sont vendues aux enchères,,,. Ces ventes provoquent de vives polémiques médiatiques, mais aucune action en justice ne semble possible car les peintures ne contiennent aucune allusion au nazisme ou à l'antisémitisme. Elles ont été pour la plupart peintes avant l'engagement politique de Hitler. De plus, une partie du produit des ventes est parfois reversée à des associations caritatives.
En 2006, une des œuvres de jeunesse de Hitler est vendue pour 11 000 euros, par la maison allemande de vente aux enchères Weidler. La même année, vingt-et-une autres de ses toiles sont achetées en Grande-Bretagne pour 118 000 livres.
En avril 2009, treize autres tableaux trouvent acquéreur pour 95 589 livres (107 645 euros) en Grande-Bretagne, et le 25 avril, à Nüremberg, haut-lieu des grands rassemblements nazis, la maison Weidler vend deux aquarelles attribuées à Hitler pour respectivement 14 000  et   18 000 euros.

## Galerie

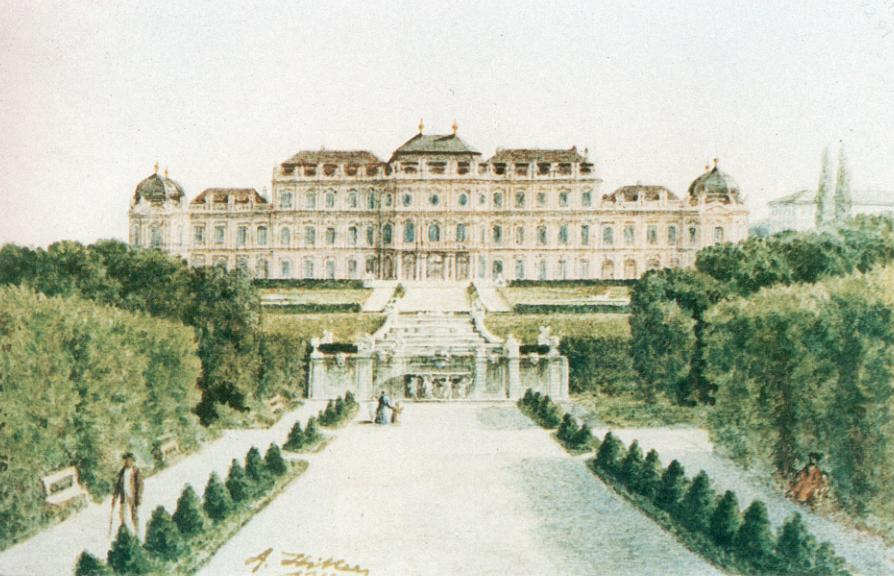
Le Belvédère.
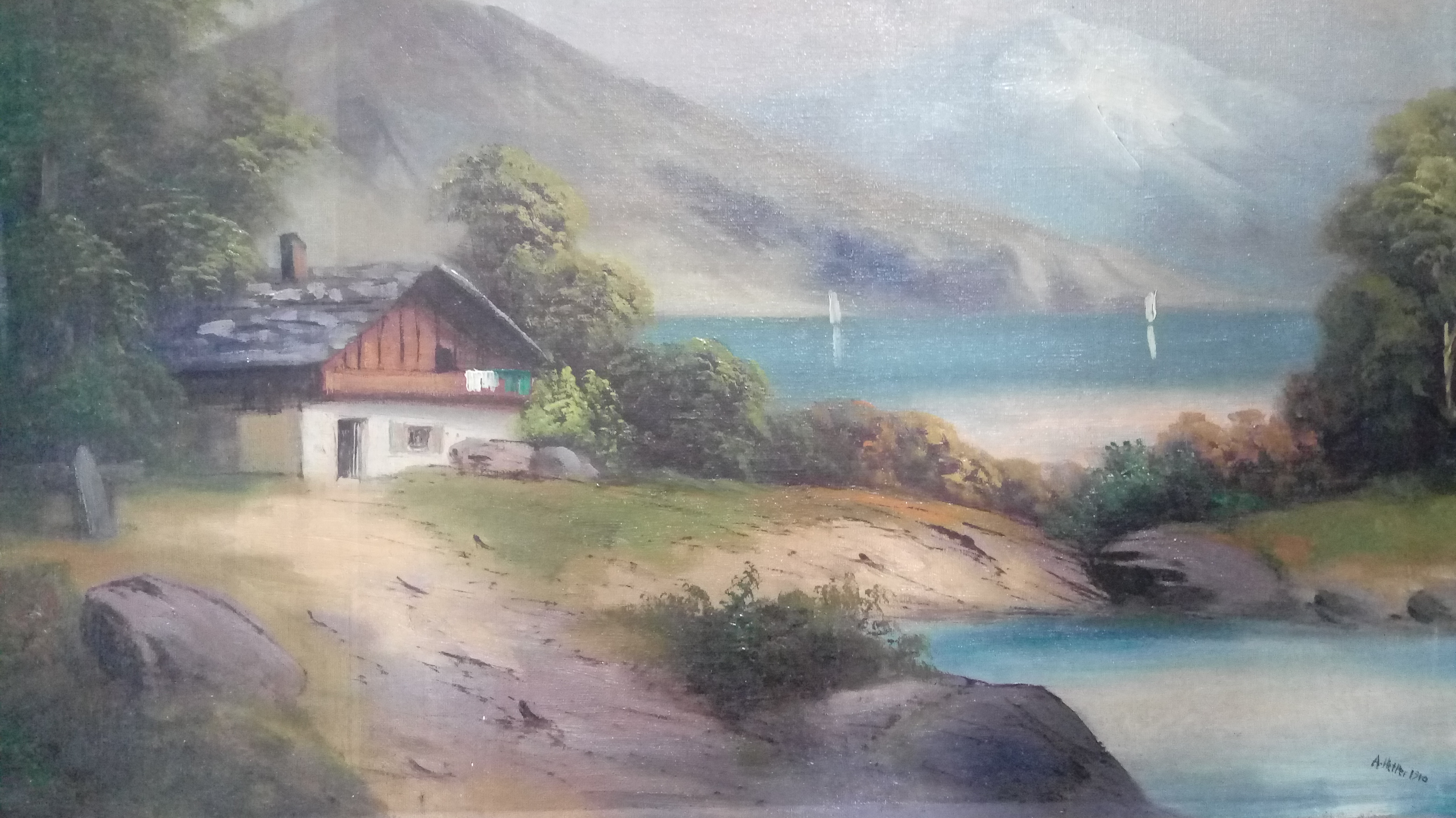
La maison près du lac (1910).
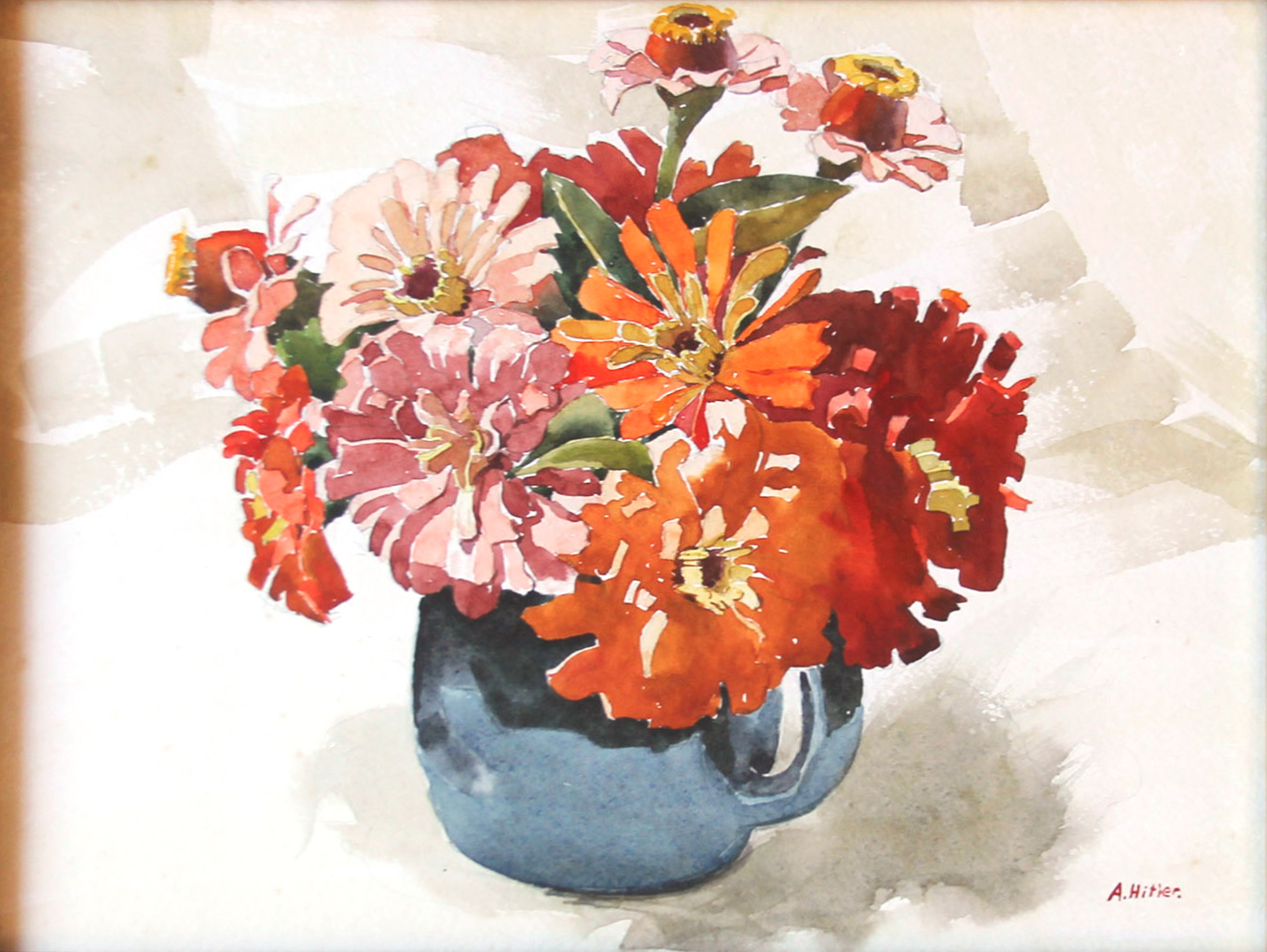
Vase bleu avec des fleurs (vers 1912).
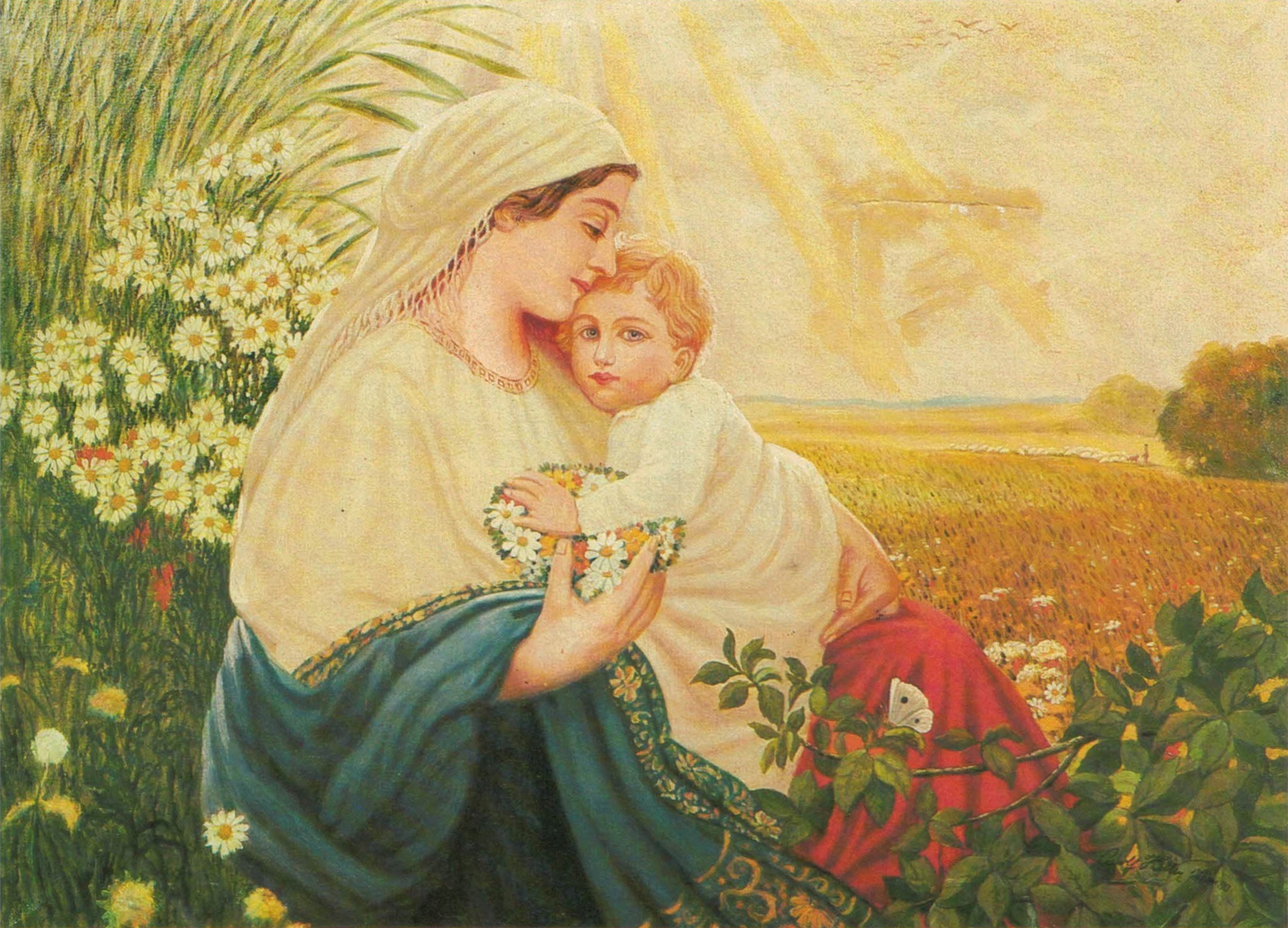
Marie et Jésus (1913).
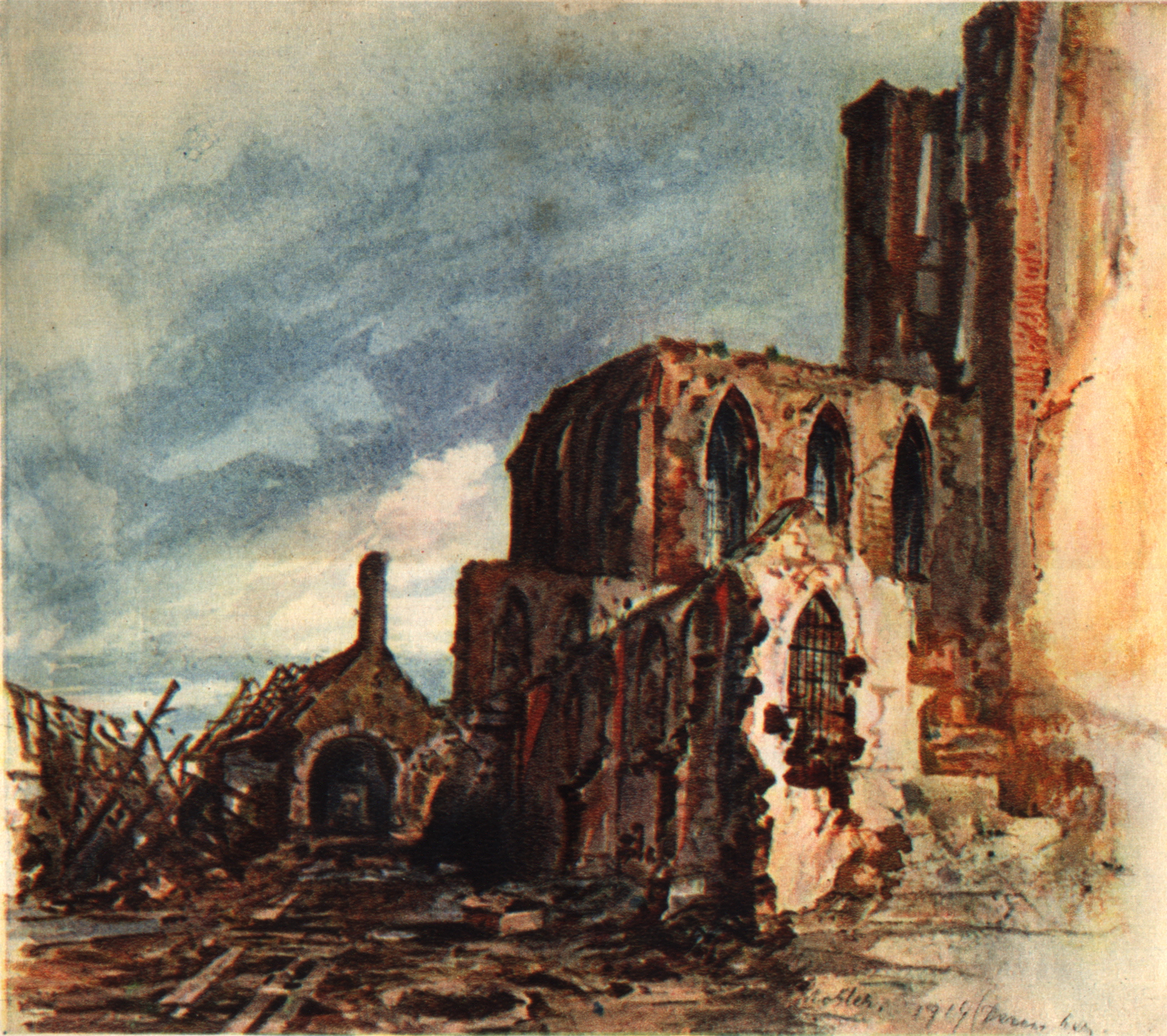
Ruines d'un cloître à Messines (1914).